# 崔铁军
崔铁军（1965年—），河北滦平人，汉族，中华人民共和国政治人物、第十二届全国人民代表大会江苏地区代表。现为东南大学信息科学与工程学院副院长，东南大学毫米波国家重点实验室副主任，教授，博士生导师，教育部长江学者奖励计划特聘教授。曾任德国卡尔斯鲁厄理工学院洪堡学者、美国伊利诺伊大学香槟分校研究科学家。2019年，当选为中国科学院院士。

## 生平
1987年毕业于西安电子科技大学，获工程学士学位。1989年和1993年在西安电子科技大学分别获硕士及博士学位，1993年11月被西安电子科技大学破格提升为副教授。
1995年至1997年， 获得德国洪堡基金会的资助，在德国卡尔斯鲁厄理工学院作为洪堡学者进行合作研究。
1997年至1999年，在美国University of Illinois at Urbana-Champaign作博士后研究，并从2000年起，任该校的研究科学家 (Research Scientist)。
2001年10月被聘为东南大学无线电工程系（现东南大学信息科学与工程学院）教授、博士生导师、
现为东南大学信息科学与工程学院副院长，毫米波国家重点实验室副主任及计算电磁学研究中心副主任，教育部“长江学者奖励计划”特聘教授。

## 学术贡献
崔铁军教授在新型人工电磁材料（电磁超材料）的理论、实验及应用、计算电磁学及其快速算法、目标特性与目标识别等领域做出了系统而深入的研究。主编专著一部（Springer, 2009）；作为共同通信作者，在Science上发表论文一篇，作为独立通信作者，在Nature Communications上发表论文2篇，在国际物理、光学、及IEEE刊物发表论文160余篇，研究成果被广泛引用，并被Nature News, MIT-Technology Review, Scientific America, New Scientist, Discovery, Physics World等广为报道，在国际上产生重要影响。

## 奖项和荣誉
研究工作被选为“2010年中国科学十大进展”，并获得2011年度教育部自然科学一等奖。崔铁军教授曾获国际无线电联盟青年科学家奖、江苏省五一劳动奖章、江苏省留学回国先进个人、中国侨联“双百侨界贡献奖”等荣誉，曾任IEEE Transactions on Geoscience and Remote Sensing 副主编。
毕业于西安电子科技大学电磁场与微波技术专业。2013年，被选为全国人大代表。